# Climacoceràtids
Els climacoceràtids (Climacoceratidae) són una família d'artiodàctils extints del grup dels girafoïdeus. Les espècies d'aquesta família visqueren durant el Miocè.

## Descripció
Igual que les girafes autèntiques, els climacoceràtids tenien estructures semblants a banyes cobertes de pell (ossicons) al cap, però en els climacoceràtids aquestes estructures sorgien de parts diferents dels ossos. El gènere que dona nom a la família, Climacoceras, vivia a l'Àfrica oriental i mesurava aproximadament 150 cm d'alçada.